# Dick Farrel
Farrel Austin Levitt, mer känd som Dick Farrel, född 1 augusti 1956 i Queens, New York, död 4 augusti 2021 i West Palm Beach, Florida, var ett nyhetsankare på TV-kanalen Newsmax TV och en av de första amerikanska så kallade "shock-jocksen", en medvetet provokativ programledare i radio. Han var en uttalad vaccinationsmotståndare. Politiskt var han konservativ och diskuterade politik och aktuella händelser i sitt radioprogram. Han var även känd som "den andre Rush Limbaugh".

## Biografi
Dick Farrel var son till Max och Norma Farrel.
Han utbildade sig vid Queens College och bodde i Queens till dess att han flyttade till West Palm Beach i Florida 1983. Efter att han vid 65 års ålder avlidit i sviterna av covid-19 hölls en minnesstund för honom vid Beth Israel Boynton Beach Chapel i Fort Lauderdale.

## Karriär
Dick Farrel började sin karriär med att arbeta på morgonprogrammen på kanalen WVIP-FM i Westchester County i NY. Efter att han flyttat till Florida arbetade han för ett antal stationer i södra Florida, bland andra WIOD i Miami, WPBR i Palm Beach, WJUP-FM i Jupiter och WFLN (numera WCXS) i Arcadia.

### Åtal
Under en direktsändning 1999 sade Farrel att den pensionerade läraren "Larry från Tequesta", som han hade haft en offentlig dispyt med, hade avskedats 1986 för att han var en "homosexuell pedofil och ett drägg till lärare". Larry Ferrara som upprördes av de ogrundade anklagelserna stämde Farrel 2002, men förlorade.

## Konspirationsteorier
Farrel var en övertygad så kallad anti-vaxxer. Han callade coronapandemin för en "scamdemic" (ungefär "påhittad pandemi") som det propagerades för av den "lögnhalsige galningen" Anthony "Foot chee" som ville lura folk att bära "ansiktsblöjor".
Däremot ändrade han sig då han sjuk i covid låg på sitt yttersta och kontaktade sina vänner för att be dem vaccinera sig.